# E. von Szczepanska
E. von Szczepanska ist der Verfassername von Elise von Szczepanski . Er wurde ab später im Umfeld von Hermann Oesterwitz verwendet.

## Publikationen 1883 und 1893
Seit 1883 erschienen zwei Küchenratgeber von Elise von Szczepanski (eigentlich Elise von Szczepańska, 1833–1907). Die ersten Auflagen erschienen unter Pseudonym Sz, danach erklärte die Autorin öffentlich deren Urheberschaft. Diese wurde nie bestritten.
- Die Konserven von Früchten und Pflanzenstoffen erleichtert, sparsamst und trefflich herzustellen. Zuverlässige Anleitung in die Einmachkunst nach neuen Methoden. 1883;  5. Aufl. 8. Elberfeld 1895, Berlin, Deutsches Druck- und Verlags-Haus, weitere Auflagen bis etwa 1915
- Neueste gute Schnellküche. Anleitung zur schnellen, erleichterten und  sparsamen Herstellung nahrhafter und wohlschmeckender Gerichte für  jeden Haushalt. 1893, 3. Aufl. 8. (762) Berlin 1895, F. Schirmer.

## Publikationen 1901
1901 erschienen zwei Ratgeber für junge Frauen mit dem Verfassernamen Frau E. von Szczepanska im Verlag von Hermann Oesterwitz in Dessau. Dieser wurde auch in den folgenden Ausgaben so benannt. 1904 wurden die Rechte an beiden Büchern zum Verkauf angeboten und später vom Verlag Hans Hedewigs Nachf. Curt Ronniger in Leipzig erworben. Dieser gab weitere Ausgaben unter diesem Namen heraus, 1917 einmal ohne Verfasserangabe, 1919 wieder mit Frau E. von Szczepanska. 1924 wurden  H. und Luise Oesterwitz als Personennamen über dem Titel angegeben. 1925 wurden in einem Gesamtverzeichnis wieder keine Verfassernamen erwähnt, dafür Hermann und Luise Oesterwitz als Herausgeber der Reihe Deutsche Frauen-Bücherei in diesem Verlag bezeichnet. 1938 wurden beide Titel auf die Liste der unerwünschten Literatur gesetzt.
Beide Ratgeber geben Empfehlungen für das Eheleben und die Kindererziehung, einige Teile setzen grundlegende Kenntnisse der Geburts- und Säuglingskunde voraus: Empfängnis und Schwangerschaft. Entbindung und Wochenbett. Pflege des Säuglings. Erziehung und Schule als erste Kapitel des Buches Was muß eine junge Frau in der Ehe wissen.
- Was muss ein junges Mädchen vor und von der Ehe wissen? Hand- und Lehrbuch für junge Mädchen über alle Verhältnisse des Braut- und Ehestandes, 1907 Anhaltische Verlagsanstalt H. Oesterwitz Dessau, 1907, 2. Auflage 1908, weitere Auflagen ab 1907 bei Hans Hedewig's Nachf. Carl Ronniger Leipzig, ab 1907 bis mindestens 1924
- Was muß eine junge Frau in der Ehe wissen? Hand- u. Lehrbuch, Anhaltische Verlagsanstalt H. Oesterwitz Dessau, 1901; 5. Auflage, Hans Hedewig's Nachfolger Carl Ronniger, Leipzig [1907]
  - Was muss jede junge Frau in der Ehe wissen? Hand- und Lehrbuch für junge Frauen und Mütter über Mutterpflichten, Kinderpflege und Kindererziehung, 10. und 11. verbesserte und vermehrte Auflage, [1919], weitere Auflagen bis mindestens 1924

## Publikationen 1919
1919 wurde in einem Titel Gesundheitslehre für Frauen in der Reihe Deutsche Frauen-Bücherei des Verlages Hans Hedewig's Nachf. Carl Ronniger in Leipzig wieder E. von Szczepanska als Verfasserin bezeichnet. Diese lebte zu jener Zeit nicht mehr. In einer späteren Verlagsangabe wurde kein Verfassername mehr genannt. Der Name Oesterwitz wurde niemals als Verfasser dieses Buches genannt. Dieses Buch beinhaltet auch grundlegende Aspekte des weiblichen Körpers wie Blutungen.
Weitere Titel in der Reihe Deutsche Frauen-Bücherei erschienen anonym, in einem einzigen wurde eine Luise Oesterwitz als Verfasserin genannt.
- Gesundheitslehre für Frauen. Ein wichtiges Hausbuch. Hans Hedewig's Nachfolger Carl Ronniger, Leipzig, 1919, keine weiteren Auflagen bekannt.

## Hermann Oesterwitz
1910 wurde in einem Lexikon behauptet, Hermann Oesterwitz hätte als Pseudonym auch Frau E. von Szczepanska benutzt. Dazu wurden die beiden Bücher von 1901 als seine Werke bezeichnet. Diese angebliche Identifizierung findet sich in jener Zeit in keiner anderen bekannten unabhängigen Erwähnung. In dem Artikel wurden weitere angebliche zahlreiche Veröffentlichungen angegeben, von denen mindestens drei nachweislich von anderen Autoren geschrieben wurden, und einige weitere bibliographisch nirgends zu finden sind. Auch wurden Teile seiner Biographie weggelassen, obwohl sie bekannt waren.
Ab 1919 wurde mehrfach versucht, eine angebliche Beziehung von Hermann Oesterwitz zu E. von Szczepanski zu behaupten. Dieses wurde in den folgenden Jahren verfestigt und findet sich in Bibliothekskatalogen und einem neueren Literatur-Lexikon wieder.
Alle Titel setzen qualifizierte Kenntnisse des weiblichen Körpers voraus. In der Biographie von Hermann Oesterwitz finden sich keine Hinweise auf eine intensivere Beschäftigung mit medizinischen oder pädagogischen Bereichen.